# Carbamate d'ammonium
Le carbamate d'ammonium est un composé organique de formule NH4[H2NCO2] constitué d'ammonium NH4+ et de carbamate H2NCO2−. C'est un solide blanc extrêmement soluble dans l'eau, moins dans l'alcool. Le carbamate d'ammonium peut être formé par la réaction de l'ammoniac avec le dioxyde de carbone et se décomposera lentement en ces gaz à des températures et pressions ordinaires. C'est un intermédiaire dans la synthèse industrielle de l'urée, un engrais important.

## Propriétés

### Équilibre solide-gaz
Dans un récipient fermé, le carbamate d'ammonium solide est en équilibre avec le dioxyde de carbone et l'ammoniac,,.
NH2CO2NH4 ⇌ 2NH3 + CO2
Des températures plus basses déplacent l'équilibre vers le carbamate.
À des températures plus élevées, le carbamate d'ammonium se condense en urée :
NH2CO2NH4 → (H2N)2C=O + H2O
Cette réaction a été découverte pour la première fois en 1870 par Bassarov, en chauffant du carbamate d'ammonium dans des tubes de verre scellés à des températures allant de 130 à 140 °C.

### Équilibre dans l'eau
Aux températures et pressions ordinaires, le carbamate d'ammonium existe dans les solutions aqueuses en équilibre avec l'ammoniac et le dioxyde de carbone, et les anions bicarbonate, HCO3−, et carbonate, CO32−,. En effet, les solutions de carbonate ou de bicarbonate d'ammonium contiendront également des anions carbamate.
{\displaystyle {\ce {H2NCO2- + 2 H2O <=> NH4+ + HCO3- + HO-}}}
{\displaystyle {\ce {H2NCO2- + H2O <=> NH4+ + CO3^2-}}}

### Structure
La structure du carbamate d'ammonium solide a été confirmée par cristallographie aux rayons X. Les centres oxygène forment des liaisons hydrogène avec le cation ammonium.

## Occurrence naturelle
Le carbamate d'ammonium joue un rôle clé dans la formation de carbamyl-phosphate, nécessaire à la fois au cycle de l'urée et à la production de pyrimidines. Dans cette réaction catalysée par une enzyme, l'ATP et le carbamate d'ammonium sont convertis en ADP et en carbamyl-phosphate, :
ATP + NH2CO2NH4 → ADP + H2NC(O)OPO32−

## Préparation

### À partir de l'ammoniac liquide et de la neige carbonique
Le carbamate d'ammonium est préparé par la réaction directe entre l'ammoniac liquide et la neige carbonique (dioxyde de carbone solide) :
2 NH3 + CO2 → H2NCOONH4
Il est également préparé par réaction des deux gaz à haute température (450–500 K) et haute pression (150-250 bar).

### À partir de l'ammoniac gazeux et du dioxyde de carbone
Le carbamate d'ammonium peut également être obtenu par barbotage de CO2 et NH3 dans de l'éthanol anhydre, du 1-propanol ou du DMF à pression ambiante et à 0 °C. Le carbamate précipite et peut être séparé par simple filtration, et le liquide contenant l'ammoniac n'ayant pas réagi peut être renvoyé au réacteur. L'absence d'eau empêche la formation de bicarbonate et de carbonate, et aucun ammoniac n'est perdu.

## Usages

### Synthèse d'urée
Le carbamate d'ammonium est un intermédiaire dans la production industrielle d'urée. Une usine industrielle typique qui fabrique de l'urée peut produire jusqu'à 1 500 t/j dans un réacteur. La réaction de déshydratation est la suivante :
NH2CO2NH4 → NH2CONH2 + H2O

### Préparations de pesticides
Le carbamate d'ammonium a également été approuvé par l'Agence de protection de l'environnement des États-Unis en tant qu'ingrédient inerte présent dans les formulations de pesticides à base de phosphure d'aluminium. Ce pesticide est couramment utilisé pour lutter contre les insectes et les rongeurs dans les zones où sont entreposés des produits agricoles. On choisit le carbamate d'ammonium en tant qu'ingrédient pour rendre la phosphine moins inflammable en libérant de l'ammoniac et du dioxyde de carbone pour diluer la phosphine hydrogène formée par une réaction d'hydrolyse.

### Laboratoire
Le carbamate d'ammonium peut être utilisé comme un bon agent pour un traitement à l'ammoniac, mais pas aussi fort que l'ammoniac lui-même. Par exemple, c'est un réactif efficace pour la préparation de différents esters β-amino-α,β-insaturés substitués. La réaction peut être effectuée dans du méthanol à température ambiante et peut être isolée en l'absence d'eau, avec une pureté et un rendement élevés.

### Préparation de carbamates métalliques
Le carbamate d'ammonium peut être un réactif de départ pour la production de sels d'autres cations. Par exemple, en le faisant réagir avec du chlorure de potassium KCl solide dans de l'ammoniac liquide, on peut obtenir du carbamate de potassium K+(NH2)COO−. Les carbamates d'autres métaux, tels que le calcium, peuvent être produits en faisant réagir du carbamate d'ammonium avec un sel approprié du cation souhaité, dans un solvant anhydre tel que le méthanol, l'éthanol ou le formamide, même à température ambiante.